# Amàlia Alba Tarazona
Amàlia Alba Tarazona (Paiporta, 1950). Als anys setanta participà en diverses agrupacions culturals, com ara l'OC (1976), un grup format per joves, xics i xiques, amb inquietuds compartides per la cultura, la llengua i l'entorn. Estudià a la Facultat de Psicologia de València, on prengué part en campanyes estudiantils, socials i sindicals reivindicatives per la llibertat i l'autonomia (1978), com ara «El Saler per al poble» o «El riu és nostre i el volem verd».
Amb un grup de dones del poble i, de la mà de l'advocada Lourdes Alonso, establí les bases d'un moviment feminista, progressista i reivindicatiu, que posteriorment rebria el nom de «Dones Progressistes».
El 1981 exercí de psicòloga en el primer ajuntament democràtic de Picanya, on creà un dels primers gabinets psicopedagògics municipals de la comarca. Va ser Cap de Serveis de Personal a Picanya, liderant iniciatives en Educació, Cultura, Serveis Socials i Comunicació. El 1997 fou nomenada presidenta de la Federació de Dones Progressistes del País Valencià, des d'on impulsà els Premis Anuals. També publicà articles a la premsa, organitzà jornades de treball i impartí xerrades.
El 2016 fou guardonada per l'Ideco Horta Sud amb el «Premi Carmen Valero».

## Exposicions
- Escrivà Moscardó, Cristina. Associació Cultural Institut Obrer. 40 dones protagonistes de la València republicana, 2018.